# Хронологија ФНРЈ и КПЈ децембар 1947.
Хронолошки преглед важнијих догађаја везаних за друштвено-политичка дешавања у Федеративној Народној Републици Југославији (ФНРЈ) и деловање Комунистичке партије Југославије (КПЈ), као и општа политичка, друштвена, спортска и културна дешавања која су се догодила у току децембра месеца 1947. године.
| ← новембар · Хронологија ФНРЈ и КПЈ током 1947. године · јануар '48. → |

### 3. децембар
- Омладинске радне бригаде отпочеле припремне радове на изградњи Нове Горице, чија је званична изградња почела током 1948. године. Идеју за изградњу новог града дало је руководство НР Словеније у априлу, након што је Париским мировним уговором град Горица припао Италији. Нова Горица настајала је постепено, а статус града добила је априла 1952. када је извршена изградња пет стамбених блокова у којима је живело око 700 људи.[1]

### 6. децембар
- У посети Народној Републици Мађарској, од 6. до 9. децембра, боравила делегација Владе ФНРЈ, коју је предводио председник Владе Јосип Броз Тито. Током посете југословенска делегација је водила разговоре са председником Мађарске Золтаном Тилдием и председником Министарског савета Лајошем Дињешом. У Будимпешти је 8. децембра потписан Уговор о пријатељству, сарадњи и узајамној помоћи између ФНР Југославије и Мађарске.[1][2][3]

### 13. децембар
- У Приштини одржана седница Обласног народног одбора Аутономне Косовско-метохијске области на којој је извршено конституисање овог Одбора, усвојен Статут АКМО и изабран Обласни извршни одбор АКМО. Обласни извршни одбор имао је 10 чланова — председник Фадиљ Хоџа, потпредседници Ђоко Пајковић и Џавид Нимани и секретар Павле Јовићевић.[1]

### 16. децембар
- У Новом Саду одржано заседање Народне скупштине Аутономне Покрајине Војводине на коме је конституисан Главни извршни одбор Народне скупштине АП Војводине, који је имао 25 чланова, а председник је био Лука Мркшић.[1]
- У посети Краљевини Румунији, од 16. до 20. децембра, боравила делегација Владе ФНРЈ, коју је предводио председник Владе Јосип Броз Тито. Југословенска делегација је посетила Крајову и Плоешти, а у Букурешт је стигла 17. децембра, где је примио председником Министарског савета др Петру Гроза. Министар спољних послова Румуније Ана Паукер је 19. децембра приредила пријем у част југословенске делегације, на којој је потписан Уговор о пријатељству, сарадњи и узајамној помоћи између Југославије и Румуније, а потом је у Букурешту одржан велики митинг на коме је маршал Тито говорио пред око 400.000 људи.[1][4][3]

### 28. децембар
- У Загребу одржана свечана седница Југословенске академије знаности и умјетности (ЈАЗУ) на којој је за првог почасног члана изабран председник Владе ФНРЈ маршал Јосип Броз Тито.[1][4]

### 30. децембар
- У Букурешту румунски краљ Михај извршио абдикацију, након чега је Народна скупштина прогласила Народну Републику Румунију. Ова одлука озваничена је доношењем новог Устава 12. априла 1948. године.